# A2 Racer
A2 Racer (Autobahnraser) è un film commedia e d'azione del 2004, diretto da Michael Keusch, adattamento cinematografico dei videogiochi olandesi A2 Racer (1997) e Autobahn Raser (1998), e più in generale della serie Racer, sviluppata da Davilex Games.

## Trama
Il giovane poliziotto Karl-Heinz Krause lavora sotto copertura per insinuarsi in un gruppo di corridori clandestini che gareggiano nella Autobahn tedesca, che presumibilmente gestisce un traffico di automobili rubate, ma inizia ad appassionarsi al mondo delle corse clandestine.
Una banda già nota alla polizia colpisce ancora e ruba sei nuove Audi TT da un furgone in corsa su un'autostrada nella Renania Settentrionale-Vestfalia. Nonostante un'operazione di polizia in larga scala, i ladri riescono a scappare, in particolare grazie alla goffaggine del giovane poliziotto Karl-Heinz Krause, che viene quindi declassato a controllare la velocità su una strada di campagna al fine di monitorare il limite massimo di 80 km/h lì consentito. Poco dopo l'installazione dell'autovelox sul ciglio della strada, due ragazze sfrecciano a bordo di una BMW M3 a 219 km/h. Poi, un esaminatore TUV su una BMW 2002 Tii, insieme a Knut, il proprietario dell'auto sul sedile del passeggero sfrecciano a 211 km/h: l'esaminatore aveva appena attivato l'iniezione di protossido di azoto. Arriva quindi Ecki, proprietario di una Ford Mustang, che affigge manifesti che pubblicizzano un "barbeque". Karl-Heinz sospetta che si tratti di un nome in codice per pubblicizzare corse illegali in autostrada, e lo riferisce al capo della polizia Schmitt-Janke, che accetta il suggerimento. Nonostante ciò, Karl-Heinz deve condurre le indagini da solo, perché il resto del corpo di polizia deve prendere parte a un'esercitazione speciale contro lo speccio di sostanze stupefacenti, ordinata dallo stesso Schmitt-Janke.
Così Karl-Heinz parte con la sua vecchia Volkswagen Polo per prendere parte alla gara e filmare i piloti. L'obiettivo della gara è un autovelox permanente sull'autostrada, dove il limite di velocità è di 130 km/h: vince il pilota che viene mostrato sull'autovelox con la velocità più alta. Knut è l'organizzatore della gara, e ha accesso alle foto dell'autovelox, che indicano Bülent come vincitore a bordo della sua Smart Brabus, registrando una velocità di 230 km/h.
Il giorno seguente Alex, un partecipante delle corse automobilistiche che non ha ancora la patente, osserva dall'auto della sua scuola guida un furto di auto sportive. L'istruttore scende brevemente dall'auto, segue la banda e segnala il loro nascondiglio alla polizia. Karl-Heinz, che nel frattempo è diventato amico degli street racers e si gode le corse illegali, accompagna Alex al raduno di auto con la Porsche della polizia, ma il raduno viene annullato proprio a causa della presenza di numerose pattuglie in autostrada.
Per poter organizzare di nuovo velocemente una gara, i corridori escogitano un piano: Bülent si reca in un nascondiglio di una banda di russi come fattorino di sushi, collega i trasmettitori GPS a tutti i veicoli rubati presenti nella base e si dà alla fuga. Quando il capo della polizia Schmitt-Jahnke arriva al rifugio con un numeroso contingente di agenti di polizia, deve assistere impotente mentre un autocarro si schianta contro tutte le auto della polizia e la banda riesce a farla franca con le auto rubate. I corridori inseguono i veicoli rubati dai russi (una Dodge Viper, una Maserati, una Ferrari e una Lamborghini). Fermano una delle auto e consegnano l'autista alla polizia, ma due street racers, Claudi e Nicki, vengono rapiti dagli altri membri della banda. I due riescono però ad utilizzare i loro telefoni cellulari per avvisare tutti gli altri piloti che corrono in loro aiuto e riescono a sopraffare la banda.

## Produzione
Le scene in autostrada sono state girate in Lussemburgo, sull'autostrada A13. In alcune scene è visibile l'entrata ovest della galleria di Mondorf-les-Bains, mentre in una breve sequenza compare la segnaletica preliminare per l'uscita di Mondorf.

### Veicoli utilizzati
- Volkswagen Polo: Karl-Heinz Krause
- BMW M3: Claudi e Nicki
- BMW 2002 Tii: Knut
- Smart Brabus: Bülent e Moni
- Ford Mustang: Ecki
- Chrysler LeBaron: Nina e Alex
- Scarabeo
- Mercedes-Benz Classe V

### Colonna sonora
- Ana Johnsson – The Way I Am
- Booker T. & the M.G.'s – Can't Be Still
- Kahuna Kawentzmann – Gogo Sitar
- International Pony – Hanging Around
- Tom Astor – Hallo, Guten Morgen Deutschland
- Apollo 440 – 1234
- Apollo 440 – Hustler Groove
- Superbar – First Touch
- Glamarama – Girls Just Wanna Have Fun
- Perry Como – Papa Loves Mambo
- Elvis Presley – A Little Less Conversation
- Apollo 440 – Time Is Running Out
- Apollo 440 – N'existe Pas
- Fatboy Slim – The Rockafeller Skank
- The Ataris – In This Diary
- Kazzer – Pedal To The Metal
- Joey Ramone – What a Wonderful World

## Distribuzione
Il film è uscito nelle sale tedesche il 19 febbraio 2004.

## Accoglienza

### Critica
Sascha Koebner ha scritto nel numero 5 di filmdienst del 2004: "I realizzatori del film si sono trovati di fronte al problema di trasformare un gioco di corse senza storia in un lungometraggio che comprendesse anche il gruppo di street racers e il loro illegalismo, facendo risplendere di una luce positiva un hobby tanto pericoloso quanto insensato. Così, come una sorta di contrappeso morale, è stato ideato il gruppo dei ladri d'auto: maliziosi tipi dell'Europa dell'Est che non temono lo stupro. I film di questo tipo hanno anche un pizzico obbligatorio di soft sex, motivo per cui la telecamera fa ogni sforzo per filmare le donne intorno ai corridori all'altezza della loro parte superiore del corpo scarsamente vestita e per inquadrare le ragazze seminude al rallentatore mentre indossano tute attillate".
Paul Goossen ha scritto su duits.de: "Il film offre una storia sottilissima e carica di cliché che dovrebbe muoversi sul livello intellettuale dei bambini di 10 anni. Una storia complicata in un film del genere distrarrebbe solo dal vero piacere visivo! E il film non è privo di elementi visivi: si alternano riprese rapide, accelerate o al rallentatore, persino estratti dall'omonimo gioco per computer. Adatti anche per un film di questo genere sono, diciamo, l'umorismo sciocco e le numerose allusioni sessuali, che a volte sono divertenti, ma spesso semplicemente piatte".
Il Lexikon des internationalen Films scrive del film: "Commedia tanto banale quanto ingenua, basata su un videogioco senza tensione, che trasuda lo spirito delle abitudini degli anni '80 e si serve di tutti i cliché del genere".

### Incassi
Il budget del film è stimato attorno ai 7,2 milioni di euro. Durante la permanenza della pellicola nei cinema tedeschi, sono stati contati 233.779 spettatori, incassando intorno ai 3,6 milioni di dollari in tutto il mondo, di cui circa 1,6 milioni di dollari in Germania.

## Altri media
Dal film è tratto il videogioco Autobahn Raser: Das Spiel zum Film, uscito nel 2004.